# Lista över fornlämningar i Säffle kommun (Bro)
Lista över fornlämningar i Säffle kommun (Bro) är en förteckning av ett urval av de fornlämningar som finns i Bro i Säffle kommun.
| Namn                  | Lämningstyp             | Tillkomsttid | Historisk indelning | Plats | Läge                 | ID-nr          | Bild                                 |
| --------------------- | ----------------------- | ------------ | ------------------- | ----- | -------------------- | -------------- | ------------------------------------ |
| Bro 2:1               | Stenkammargrav          |              | Bro, Värmland       |       | 59.217169, 12.947383 | 10212400020001 | Ladda upp en bild av detta fornminne |
| Bro 3:1               | Fornborg                |              | Bro, Värmland       |       | 59.215002, 12.933618 | 10212400030001 | Ladda upp en bild av detta fornminne |
| Bro 4:1               | Fornborg                |              | Bro, Värmland       |       | 59.237341, 13.025119 | 10212400040001 | Ladda upp en bild av detta fornminne |
| Bro 5:1               | Röse                    |              | Bro, Värmland       |       | 59.230217, 13.025870 | 10212400050001 | Ladda upp en bild av detta fornminne |
| Bro 6:1               | Röse                    |              | Bro, Värmland       |       | 59.229397, 13.024730 | 10212400060001 | Ladda upp en bild av detta fornminne |
| Bro 7:1               | Stensättning            |              | Bro, Värmland       |       | 59.239695, 13.035816 | 10212400070001 | Ladda upp en bild av detta fornminne |
| Bro 8:1               | Röse                    |              | Bro, Värmland       |       | 59.236907, 13.033284 | 10212400080001 | Ladda upp en bild av detta fornminne |
| Bro 9:1               | Stensättning            |              | Bro, Värmland       |       | 59.231837, 13.011410 | 10212400090001 | Ladda upp en bild av detta fornminne |
| Bro 10:1              | Gravfält                |              | Bro, Värmland       |       | 59.216107, 13.016931 | 10212400100001 | Ladda upp en bild av detta fornminne |
| Bro 12:1              | Stenkammargrav          |              | Bro, Värmland       |       | 59.239654, 13.019239 | 10212400120001 | Ladda upp en bild av detta fornminne |
| Jätteåsen (Bro 13:1)  | Fornborg                |              | Bro, Värmland       |       | 59.184707, 12.979732 | 10212400130001 | Ladda upp en bild av detta fornminne |
| Kungshögen (Bro 19:1) | Hög                     |              | Bro, Värmland       |       | 59.184323, 13.002639 | 10212400190001 | Ladda upp en bild av detta fornminne |
| Bro 20:1              | Gravfält                |              | Bro, Värmland       |       | 59.190443, 13.012646 | 10212400200001 | Ladda upp en bild av detta fornminne |
| Bro 21:1              | Röse                    |              | Bro, Värmland       |       | 59.194035, 13.025801 | 10212400210001 | Ladda upp en bild av detta fornminne |
| Bro 21:2              | Stenkrets               |              | Bro, Värmland       |       | 59.194175, 13.025000 | 10212400210002 | Ladda upp en bild av detta fornminne |
| Bro 21:3              | Stensättning            |              | Bro, Värmland       |       | 59.194063, 13.024931 | 10212400210003 | Ladda upp en bild av detta fornminne |
| Bro 27:1              | Gravfält                |              | Bro, Värmland       |       | 59.203199, 13.062226 | 10212400270001 | Ladda upp en bild av detta fornminne |
| Bro 28:1              | Stensättning            |              | Bro, Värmland       |       | 59.213763, 13.074142 | 10212400280001 | Ladda upp en bild av detta fornminne |
| Bro 28:2              | Röse                    |              | Bro, Värmland       |       | 59.214055, 13.074318 | 10212400280002 | Ladda upp en bild av detta fornminne |
| Bro 32:1              | Stenkammargrav          |              | Bro, Värmland       |       | 59.188930, 13.052126 | 10212400320001 | Ladda upp en bild av detta fornminne |
| Bro 33:1              | Gravfält                |              | Bro, Värmland       |       | 59.191804, 13.074650 | 10212400330001 | Ladda upp en bild av detta fornminne |
| Bro 37:1              | Stenkammargrav          |              | Bro, Värmland       |       | 59.166595, 12.957967 | 10212400370001 | Ladda upp en bild av detta fornminne |
| Bro 38:1              | Stenkammargrav          |              | Bro, Värmland       |       | 59.162615, 12.985097 | 10212400380001 | Ladda upp en bild av detta fornminne |
| Bro 40:1              | Hög                     |              | Bro, Värmland       |       | 59.167519, 12.980270 | 10212400400001 | Ladda upp en bild av detta fornminne |
| Bro 41:1              | Röse                    |              | Bro, Värmland       |       | 59.166948, 12.980806 | 10212400410001 | Ladda upp en bild av detta fornminne |
| Bro 42:1              | Stenkammargrav          |              | Bro, Värmland       |       | 59.163268, 13.001090 | 10212400420001 | Ladda upp en bild av detta fornminne |
| Bro 53:1              | Röse                    |              | Bro, Värmland       |       | 59.222978, 13.162641 | 10212400530001 | Ladda upp en bild av detta fornminne |
| Bro 53:2              | Stensättning            |              | Bro, Värmland       |       | 59.222855, 13.162610 | 10212400530002 | Ladda upp en bild av detta fornminne |
| Bro 56:1              | Röse                    |              | Bro, Värmland       |       | 59.218699, 13.154352 | 10212400560001 | Ladda upp en bild av detta fornminne |
| Bro 58:1              | Stenkammargrav          |              | Bro, Värmland       |       | 59.232224, 13.100335 | 10212400580001 | Ladda upp en bild av detta fornminne |
| Bro 59:1              | Fornborg                |              | Bro, Värmland       |       | 59.230462, 13.101112 | 10212400590001 | Ladda upp en bild av detta fornminne |
| Bro 60:1              | Stenkammargrav          |              | Bro, Värmland       |       | 59.232038, 13.102628 | 10212400600001 | Ladda upp en bild av detta fornminne |
| Bro 62:1              | Gravfält                |              | Bro, Värmland       |       | 59.182119, 13.015620 | 10212400620001 | Ladda upp en bild av detta fornminne |
| Bro 63:1              | Stenkammargrav          |              | Bro, Värmland       |       | 59.243224, 12.940051 | 10212400630001 | Ladda upp en bild av detta fornminne |
| Bro 67:1              | Stensättning            |              | Bro, Värmland       |       | 59.213780, 13.071587 | 10212400670001 | Ladda upp en bild av detta fornminne |
| Bro 68:1              | Stensättning            |              | Bro, Värmland       |       | 59.190780, 13.041069 | 10212400680001 | Ladda upp en bild av detta fornminne |
| Bro 72:1              | Stensättning            |              | Bro, Värmland       |       | 59.235971, 13.104315 | 10212400720001 | Ladda upp en bild av detta fornminne |
| Bro 72:3              | Stensättning            |              | Bro, Värmland       |       | 59.235806, 13.104170 | 10212400720003 | Ladda upp en bild av detta fornminne |
| Bro 73:1              | Stensättning            |              | Bro, Värmland       |       | 59.240531, 13.105935 | 10212400730001 | Ladda upp en bild av detta fornminne |
| Bro 82:1              | Röse                    |              | Bro, Värmland       |       | 59.217893, 13.155631 | 10212400820001 | Ladda upp en bild av detta fornminne |
| Bro 83:1              | Stensättning            |              | Bro, Värmland       |       | 59.212429, 13.137747 | 10212400830001 | Ladda upp en bild av detta fornminne |
| Bro 111:1             | Stensättning            |              | Bro, Värmland       |       | 59.191740, 13.070172 | 10212401110001 | Ladda upp en bild av detta fornminne |
| Bro 111:2             | Stensättning            |              | Bro, Värmland       |       | 59.191585, 13.070183 | 10212401110002 | Ladda upp en bild av detta fornminne |
| Bro 117:1             | Stenkammargrav          |              | Bro, Värmland       |       | 59.185899, 13.029154 | 10212401170001 | Ladda upp en bild av detta fornminne |
| Bro 120:1             | Stensättning            |              | Bro, Värmland       |       | 59.215536, 13.016416 | 10212401200001 | Ladda upp en bild av detta fornminne |
| Bro 134:1             | Stensättning            |              | Bro, Värmland       |       | 59.210007, 13.053035 | 10212401340001 | Ladda upp en bild av detta fornminne |
| Bro 134:2             | Stensättning            |              | Bro, Värmland       |       | 59.210062, 13.053136 | 10212401340002 | Ladda upp en bild av detta fornminne |
| Bro 134:3             | Stensättning            |              | Bro, Värmland       |       | 59.210123, 13.053111 | 10212401340003 | Ladda upp en bild av detta fornminne |
| Bro 147:1             | Stensättning            |              | Bro, Värmland       |       | 59.206910, 13.006105 | 10212401470001 | Ladda upp en bild av detta fornminne |
| Bro 166:1             | Stensättning            |              | Bro, Värmland       |       | 59.189658, 13.037930 | 10212401660001 | Ladda upp en bild av detta fornminne |
| Bro 189:1             | Röse                    |              | Bro, Värmland       |       | 59.208426, 12.941196 | 10212401890001 | Ladda upp en bild av detta fornminne |
| Bro 257:1             | Stensättning            |              | Bro, Värmland       |       | 59.177982, 12.994305 | 10212402570001 | Ladda upp en bild av detta fornminne |
| Bro 264:1             | Stensättning            |              | Bro, Värmland       |       | 59.164154, 12.960444 | 10212402640001 | Ladda upp en bild av detta fornminne |
| Bro 267:1             | Stensättning            |              | Bro, Värmland       |       | 59.172300, 12.978638 | 10212402670001 | Ladda upp en bild av detta fornminne |
| Bro 268:1             | Gravfält                |              | Bro, Värmland       |       | 59.171372, 12.977736 | 10212402680001 | Ladda upp en bild av detta fornminne |
| Bro 272:1             | Stensättning            |              | Bro, Värmland       |       | 59.184239, 12.989082 | 10212402720001 | Ladda upp en bild av detta fornminne |
| Bro 273:1             | Fornborg                |              | Bro, Värmland       |       | 59.186448, 12.974443 | 10212402730001 | Ladda upp en bild av detta fornminne |
| Bro 274:1             | Stensättning            |              | Bro, Värmland       |       | 59.188379, 12.976430 | 10212402740001 | Ladda upp en bild av detta fornminne |
| Bro 275:1             | Stensättning            |              | Bro, Värmland       |       | 59.190234, 12.984301 | 10212402750001 | Ladda upp en bild av detta fornminne |
| Bro 276:1             | Stensättning            |              | Bro, Värmland       |       | 59.190092, 12.992673 | 10212402760001 | Ladda upp en bild av detta fornminne |
| Bro 277:1             | Stensättning            |              | Bro, Värmland       |       | 59.185164, 13.002876 | 10212402770001 | Ladda upp en bild av detta fornminne |
| Bro 278:1             | Stensättning            |              | Bro, Värmland       |       | 59.213297, 12.982015 | 10212402780001 | Ladda upp en bild av detta fornminne |
| Bro 279:1             | Hög                     |              | Bro, Värmland       |       | 59.208930, 13.023742 | 10212402790001 | Ladda upp en bild av detta fornminne |
| Bro 279:2             | Hög                     |              | Bro, Värmland       |       | 59.208839, 13.023439 | 10212402790002 | Ladda upp en bild av detta fornminne |
| Bro 279:3             | Hög                     |              | Bro, Värmland       |       | 59.208733, 13.023217 | 10212402790003 | Ladda upp en bild av detta fornminne |
| Bro 280:1             | Gravfält                |              | Bro, Värmland       |       | 59.209620, 13.022094 | 10212402800001 | Ladda upp en bild av detta fornminne |
| Bro 281:1             | Stensättning            |              | Bro, Värmland       |       | 59.164042, 12.957711 | 10212402810001 | Ladda upp en bild av detta fornminne |
| Bro 282:1             | Stensättning            |              | Bro, Värmland       |       | 59.164518, 12.975126 | 10212402820001 | Ladda upp en bild av detta fornminne |
| Bro 282:2             | Stensättning            |              | Bro, Värmland       |       | 59.164551, 12.975347 | 10212402820002 | Ladda upp en bild av detta fornminne |
| Bro 284:1             | Stensättning            |              | Bro, Värmland       |       | 59.232161, 13.017925 | 10212402840001 | Ladda upp en bild av detta fornminne |
| Bro 285:1             | Stensättning            |              | Bro, Värmland       |       | 59.229839, 13.017740 | 10212402850001 | Ladda upp en bild av detta fornminne |
| Bro 286:1             | Stensättning            |              | Bro, Värmland       |       | 59.182918, 13.106428 | 10212402860001 | Ladda upp en bild av detta fornminne |
| Bro 287:1             | Stensättning            |              | Bro, Värmland       |       | 59.187955, 13.106787 | 10212402870001 | Ladda upp en bild av detta fornminne |
| Bro 288:1             | Stensättning            |              | Bro, Värmland       |       | 59.189696, 13.106064 | 10212402880001 | Ladda upp en bild av detta fornminne |
| Bro 288:2             | Stensättning            |              | Bro, Värmland       |       | 59.189705, 13.106135 | 10212402880002 | Ladda upp en bild av detta fornminne |
| Bro 289:1             | Stensättning            |              | Bro, Värmland       |       | 59.189699, 13.105037 | 10212402890001 | Ladda upp en bild av detta fornminne |
| Bro 290:1             | Stensättning            |              | Bro, Värmland       |       | 59.190571, 13.104374 | 10212402900001 | Ladda upp en bild av detta fornminne |
| Bro 290:2             | Stensättning            |              | Bro, Värmland       |       | 59.190845, 13.103865 | 10212402900002 | Ladda upp en bild av detta fornminne |
| Bro 290:3             | Stensättning            |              | Bro, Värmland       |       | 59.191044, 13.104252 | 10212402900003 | Ladda upp en bild av detta fornminne |
| Bro 290:4             | Stensättning            |              | Bro, Värmland       |       | 59.191176, 13.104201 | 10212402900004 | Ladda upp en bild av detta fornminne |
| Bro 290:5             | Stensättning            |              | Bro, Värmland       |       | 59.191317, 13.103828 | 10212402900005 | Ladda upp en bild av detta fornminne |
| Bro 290:6             | Stensättning            |              | Bro, Värmland       |       | 59.191483, 13.104318 | 10212402900006 | Ladda upp en bild av detta fornminne |
| Bro 291:1             | Stensättning            |              | Bro, Värmland       |       | 59.193713, 13.105649 | 10212402910001 | Ladda upp en bild av detta fornminne |
| Bro 292:1             | Stensättning            |              | Bro, Värmland       |       | 59.186136, 13.108023 | 10212402920001 | Ladda upp en bild av detta fornminne |
| Bro 292:2             | Stensättning            |              | Bro, Värmland       |       | 59.186231, 13.107975 | 10212402920002 | Ladda upp en bild av detta fornminne |
| Bro 294:1             | Stensättning            |              | Bro, Värmland       |       | 59.217078, 12.948740 | 10212402940001 | Ladda upp en bild av detta fornminne |
| Bro 295:1             | Stensättning            |              | Bro, Värmland       |       | 59.188889, 13.149781 | 10212402950001 | Ladda upp en bild av detta fornminne |
| Bro 296:1             | Stensättning            |              | Bro, Värmland       |       | 59.188906, 13.137783 | 10212402960001 | Ladda upp en bild av detta fornminne |
| Bro 298:1             | Stensättning            |              | Bro, Värmland       |       | 59.166463, 13.082747 | 10212402980001 | Ladda upp en bild av detta fornminne |
| Bro 298:2             | Stensättning            |              | Bro, Värmland       |       | 59.166423, 13.082391 | 10212402980002 | Ladda upp en bild av detta fornminne |
| Bro 325               | Stenkrets               |              | Bro, Värmland       |       | 59.194180, 13.024794 | 12000000087809 | Ladda upp en bild av detta fornminne |
| Bro 327               | Husgrund, historisk tid |              | Bro, Värmland       |       | 59.174386, 12.995880 | 12000000122198 | Ladda upp en bild av detta fornminne |